# Avguštine
Avguštine este o localitate din comuna Kostanjevica na Krki, Slovenia, cu o populație de 26 de locuitori.